# Élections législatives de 2017 dans le Rhône
Les élections législatives françaises de 2017 se déroulent les 11 et 18 juin 2017. Dans la circonscription départementale du Rhône, qui regroupe le département du Rhône et la métropole de Lyon, quatorze députés sont à élire dans le cadre de quatorze circonscriptions.

## Élus
| Circonscription                                                                                                | Député sortant                                 | Parti | Parti | Député élu ou réélu      | Parti | Parti |
| --- | ---------------------------------------------- | ----- | ----- | ------------------------ | ----- | ----- |
| 1re | Gilda Hobert* suppléante de Thierry Braillard* |       | PRG   | Thomas Rudigoz           |       | LREM  |
| 2e | Pierre-Alain Muet*                             |       | PS    | Hubert Julien-Laferrière |       | LREM  |
| 3e | Jean-Louis Touraine**                          |       | PS    | Jean-Louis Touraine      |       | LREM  |
| 4e | Dominique Nachury                              |       | LR    | Anne Brugnera            |       | LREM  |
| 5e | Philippe Cochet                                |       | LR    | Blandine Brocard         |       | LREM  |
| 6e | Pascale Crozon*                                |       | PS    | Bruno Bonnell            |       | LREM  |
| 7e | Renaud Gauquelin suppléant d'Hélène Geoffroy*  |       | PS    | Anissa Khedher           |       | LREM  |
| 8e | Patrice Verchère                               |       | LR    | Patrice Verchère         |       | LR    |
| 9e | Bernard Perrut                                 |       | LR    | Bernard Perrut           |       | LR    |
| 10e | Christophe Guilloteau*                         |       | LR    | Thomas Gassilloud        |       | LREM  |
| 11e | Georges Fenech                                 |       | LR    | Jean-Luc Fugit           |       | LREM  |
| 12e | Michel Terrot*                                 |       | LR    | Cyrille Isaac-Sibille    |       | MoDem |
| 13e | Philippe Meunier                               |       | LR    | Danièle Cazarian         |       | LREM  |
| 14e | Yves Blein**                                   |       | PS    | Yves Blein               |       | LREM  |
| * député sortant ne se représentant pas en 2017 ** député PS sortant se représente en 2017 sous étiquette LREM |                                                |       |       |                          |       |       |

## Rappel des résultats départementaux des élections de 2012
| Parti          | Parti                                       | Premier tour | Premier tour | Second tour | Second tour | Sièges |  |
| Parti          | Parti                                       | Voix         | %            | Voix        | %           | Sièges |  |
| -------------- | ------------------------------------------- | ------------ | ------------ | ----------- | ----------- | ------ |  |
|                | Union pour un mouvement populaire           | 215 720      | 34,53        | 285 608     | 50,65       | 8      |  |
|                | Divers droite dont DLR, PCD                 | 18 815       | 3,01         |             |             | 0      |  |
|                | Nouveau centre                              | 4 648        | 0,74         | 0           |             |        |  |
|                | Parti radical                               | 2 230        | 0,36         | 0           |             |        |  |
|                | Alliance centriste                          | 382          | 0,06         | 0           |             |        |  |
|                | Droite parlementaire                        | 306 261      | 38,70        | 285 608     | 50,65       | 8      |  |
|                |                                             |              |              |             |             |        |  |
|                | Parti socialiste                            | 162 477      | 26,01        | 218 393     | 38,73       | 5      |  |
|                | Europe Écologie Les Verts                   | 40 818       | 6,53         | 16 813      | 2,98        | 0      |  |
|                | Parti radical de gauche                     | 18 874       | 3,02         | 18 798      | 3,33        | 1      |  |
|                | Divers gauche dont MRC                      | 7 672        | 1,23         |             |             | 0      |  |
|                | Majorité présidentielle                     | 229 841      | 36,76        | 254 004     | 45,05       | 6      |  |
|                |                                             |              |              |             |             |        |  |
|                | Front national                              | 88 283       | 14,13        | 24 223      | 4,30        | 0      |  |
|                | Front de gauche                             | 38 715       | 6,20         |             |             | 0      |  |
|                | Mouvement démocrate                         | 12 617       | 2,02         | 0           |             |        |  |
|                | Divers écologiste dont LT-LNÉ, AÉI et Cap21 | 5 672        | 0,91         | 0           |             |        |  |
|                | Extrême gauche dont LO, NPA et POI          | 3 854        | 0,62         | 0           |             |        |  |
|                | Divers                                      | 3 955        | 0,63         | 0           |             |        |  |
|                |                                             |              |              |             |             |        |  |
| Inscrits       | Inscrits                                    | 1 101 904    | 100,00       | 1 101 891   | 100,00      | 14     |  |
| Abstentions    | Abstentions                                 | 471 604      | 42,8         | 517 403     | 46,96       |        |  |
| Votants        | Votants                                     | 630 300      | 57,2         | 584 488     | 53,04       |        |  |
| Blancs et nuls | Blancs et nuls                              | 5 568        | 0,88         | 20 633      | 3,53        |        |  |
| Exprimés       | Exprimés                                    | 624 732      | 99,12        | 563 855     | 96,47       |        |  |

## Positionnement des partis
- Le PCF et Ensemble ! : Ces deux partis ont décidé de soutenir la candidature de la maire du 1er arrondissement de Lyon, Nathalie Perrin-Gilbert (GRAM). Ainsi la suppléante de Nathalie Perrin-Gibert est l'ex-candidate communiste. C'est la seule tentative de candidature unitaire à gauche dans le département.
- Le Parti chrétien-démocrate présente 4 candidats face aux républicains (4e circonscription, 6e circonscription : soutien d'une candidature divers droite , 8e circonscription et 12e circonscription).
- Le Parti socialiste ne présente que 5 candidats, l'essentiel des socialistes lyonnais ayant, comme Gérard Collomb, rejoint La République en marche
- Au second tour la France Insoumise appelle à voter pour Nathalie Perrin-Gibert dans la 2e circonscription
- Au second tour, Europe Écologie Les Verts ne donne pas de consigne de vote
- Au second tour, le PCF appelle à voter pour Najat Vallaud Belkacem dans la 6e circonscription

## Résultats

### Résultats à l'échelle du département
|                                           |                                      |                           |                           |                          |                          |        |
|                                           |                                      | Premier tour 11 juin 2017 | Premier tour 11 juin 2017 | Second tour 18 juin 2017 | Second tour 18 juin 2017 |        |
|                                           |                                      |                           |                           |                          |                          |        |
|                                           |                                      | Nombre                    | % des inscrits            | Nombre                   | % des inscrits           |        |
| Inscrits                                  | Inscrits                             | 1 156 132                 | 100,00                    | 1 156 082                | 100,00                   |        |
| Abstentions                               | Abstentions                          | 583 754                   | 50,49                     | 667 147                  | 57,71                    |        |
| Votants                                   | Votants                              | 572 378                   | 49,51                     | 488 935                  | 42,29                    |        |
|                                           |                                      |                           | % des votants             |                          | % des votants            |        |
| Bulletins blancs                          | Bulletins blancs                     | 5 061                     | 0,88                      | 29 256                   | 5,98                     |        |
| Bulletins nuls                            | Bulletins nuls                       | 1 832                     | 0,32                      | 10 146                   | 2,08                     |        |
| Suffrages exprimés                        | Suffrages exprimés                   | 565 485                   | 98,80                     | 449 533                  | 91,94                    |        |
|                                           |                                      |                           |                           |                          |                          |        |
| Étiquette politique                       | Étiquette politique                  | Voix                      | % des exprimés            | Voix                     | % des exprimés           | Sièges |
|                                           |                                      |                           |                           |                          |                          |        |
|                                           | La République en marche              | 210 725                   | 37,26                     | 236 167                  | 52,54                    | 11     |
|                                           | Les Républicains                     | 110 143                   | 19,48                     | 139 231                  | 30,97                    | 2      |
|                                           | La France insoumise                  | 62 523                    | 11,06                     | 21 616                   | 4,81                     | 0      |
|                                           | Front national                       | 57 235                    | 10,12                     | 7 192                    | 1,60                     | 0      |
|                                           | Europe Écologie Les Verts            | 30 196                    | 5,34                      |                          |                          |        |
|                                           | Mouvement démocrate                  | 17 412                    | 3,08                      | 17 976                   | 4,00                     | 1      |
|                                           | Parti socialiste                     | 15 352                    | 2,71                      | 12 153                   | 2,70                     | 0      |
|                                           | Divers                               | 11 501                    | 2,03                      |                          |                          |        |
|                                           | Parti communiste français            | 11 193                    | 1,98                      |                          |                          |        |
|                                           | Divers droite                        | 8 416                     | 1,49                      |                          |                          |        |
|                                           | Divers gauche                        | 7 858                     | 1,39                      | 15 198                   | 3,38                     | 0      |
|                                           | Debout la France                     | 7 111                     | 1,26                      |                          |                          |        |
|                                           | Union des démocrates et indépendants | 6 279                     | 1,11                      |                          |                          |        |
|                                           | Extrême gauche                       | 3 522                     | 0,62                      |                          |                          |        |
|                                           | Écologiste                           | 3 337                     | 0,59                      |                          |                          |        |
|                                           | Extrême droite                       | 1 508                     | 0,27                      |                          |                          |        |
|                                           | Parti radical de gauche              | 1 174                     | 0,21                      |                          |                          |        |
|                                           | Régionaliste                         | 0                         | 0,00                      |                          |                          |        |
| Source : Ministère de l'Intérieur - Rhône |                                      |                           |                           |                          |                          |        |

### Résultats par circonscription

#### Première circonscription
Député sortant : Gilda Hobert (Parti radical de gauche).
|                                                                       |                                                                      |                           |                           |                          |                          |
|                                                                       |                                                                      | Premier tour 11 juin 2017 | Premier tour 11 juin 2017 | Second tour 18 juin 2017 | Second tour 18 juin 2017 |
|                                                                       |                                                                      |                           |                           |                          |                          |
|                                                                       |                                                                      | Nombre                    | % des inscrits            | Nombre                   | % des inscrits           |
| Inscrits                                                              | Inscrits                                                             | 69 502                    | 100,00                    | 69 503                   | 100,00                   |
| Abstentions                                                           | Abstentions                                                          | 34 003                    | 48,92                     | 39 778                   | 57,23                    |
| Votants                                                               | Votants                                                              | 35 499                    | 51,08                     | 29 725                   | 42,77                    |
|                                                                       |                                                                      |                           | % des votants             |                          | % des votants            |
| Bulletins blancs                                                      | Bulletins blancs                                                     | 291                       | 0,82                      | 1 606                    | 5,40                     |
| Bulletins nuls                                                        | Bulletins nuls                                                       | 118                       | 0,33                      | 591                      | 1,99                     |
| Suffrages exprimés                                                    | Suffrages exprimés                                                   | 35 090                    | 98,85                     | 27 528                   | 92,61                    |
|                                                                       |                                                                      |                           |                           |                          |                          |
| Candidat Étiquette politique (partis et alliances)                    | Candidat Étiquette politique (partis et alliances)                   | Voix                      | % des exprimés            | Voix                     | % des exprimés           |
|                                                                       |                                                                      |                           |                           |                          |                          |
|                                                                       | Thomas Rudigoz La République en marche                               | 16 449                    | 46,88                     | 17 717                   | 64,36                    |
|                                                                       | Elliott Aubin La France insoumise                                    | 4 825                     | 13,75                     | 9 811                    | 35,64                    |
|                                                                       | Anne Lorne Les Républicains (Chasse, pêche, nature et traditions)    | 4 374                     | 12,47                     |                          |                          |
|                                                                       | Bertrand Artigny Europe Écologie Les Verts (Parti socialiste)        | 2 911                     | 8,30                      |                          |                          |
|                                                                       | Tiffany Joncour Front national                                       | 2 602                     | 7,42                      |                          |                          |
|                                                                       | Julien Giraudo Parti communiste français (Ensemble !)                | 1 000                     | 2,85                      |                          |                          |
|                                                                       | Caroline Boiché Divers (Parti pirate)                                | 447                       | 1,27                      |                          |                          |
|                                                                       | Mathis Dupuy Divers (Parti animaliste)                               | 409                       | 1,17                      |                          |                          |
|                                                                       | Maguy Girerd Debout la France                                        | 375                       | 1,07                      |                          |                          |
|                                                                       | Raphaël Nogier Divers droite (Parti chrétien-démocrate)              | 330                       | 0,94                      |                          |                          |
|                                                                       | Florence Maury Divers (Mouvement 100 % - Les Écologistes)            | 247                       | 0,70                      |                          |                          |
|                                                                       | Jean-François Coche Divers (Union populaire républicaine)            | 218                       | 0,62                      |                          |                          |
|                                                                       | Isabelle Vignon Union des démocrates et indépendants (Parti radical) | 217                       | 0,62                      |                          |                          |
|                                                                       | Marie-Christine Pernin Lutte ouvrière                                | 212                       | 0,60                      |                          |                          |
|                                                                       | Benjamin Ourcet Divers (Parti du vote blanc)                         | 176                       | 0,50                      |                          |                          |
|                                                                       | Yannick Ducrot Extrême droite (Souveraineté, identité et libertés)   | 165                       | 0,47                      |                          |                          |
|                                                                       | Arthur Tokatlian Divers gauche (Mouvement des progressistes)         | 85                        | 0,24                      |                          |                          |
|                                                                       | Ismaël Bernard Écologiste (Mouvement 100 %)                          | 31                        | 0,09                      |                          |                          |
|                                                                       | Brigitte Camus Divers droite (Alliance royale)                       | 17                        | 0,05                      |                          |                          |
| Source : Ministère de l'Intérieur - Première circonscription du Rhône |                                                                      |                           |                           |                          |                          |

#### Deuxième circonscription
Député sortant : Pierre-Alain Muet (Parti socialiste).
|                                                                       |                                                                                |                           |                           |                          |                          |
|                                                                       |                                                                                | Premier tour 11 juin 2017 | Premier tour 11 juin 2017 | Second tour 18 juin 2017 | Second tour 18 juin 2017 |
|                                                                       |                                                                                |                           |                           |                          |                          |
|                                                                       |                                                                                | Nombre                    | % des inscrits            | Nombre                   | % des inscrits           |
| Inscrits                                                              | Inscrits                                                                       | 74 985                    | 100,00                    | 74 987                   | 100,00                   |
| Abstentions                                                           | Abstentions                                                                    | 33 327                    | 44,44                     | 40 100                   | 53,48                    |
| Votants                                                               | Votants                                                                        | 41 658                    | 55,56                     | 34 887                   | 46,52                    |
|                                                                       |                                                                                |                           | % des votants             |                          | % des votants            |
| Bulletins blancs                                                      | Bulletins blancs                                                               | 227                       | 0,54                      | 1 897                    | 5,44                     |
| Bulletins nuls                                                        | Bulletins nuls                                                                 | 78                        | 0,19                      | 653                      | 1,87                     |
| Suffrages exprimés                                                    | Suffrages exprimés                                                             | 41 353                    | 99,27                     | 32 337                   | 92,69                    |
|                                                                       |                                                                                |                           |                           |                          |                          |
| Candidat Étiquette politique (partis et alliances)                    | Candidat Étiquette politique (partis et alliances)                             | Voix                      | % des exprimés            | Voix                     | % des exprimés           |
|                                                                       |                                                                                |                           |                           |                          |                          |
|                                                                       | Hubert Julien-Laferrière La République en marche                               | 16 177                    | 39,12                     | 17 139                   | 53,00                    |
|                                                                       | Nathalie Perrin-Gilbert Divers gauche (Parti communiste français - Ensemble !) | 7 461                     | 18,04                     | 15 198                   | 47,00                    |
|                                                                       | Eleni Ferlet La France insoumise                                               | 4 739                     | 11,46                     |                          |                          |
|                                                                       | Laurence Balas Les Républicains                                                | 3 512                     | 8,49                      |                          |                          |
|                                                                       | Denis Broliquier Union des démocrates et indépendants                          | 3 475                     | 8,40                      |                          |                          |
|                                                                       | Rémi Zinck Europe Écologie Les Verts                                           | 1 856                     | 4,49                      |                          |                          |
|                                                                       | David Tabellion Front national                                                 | 1 760                     | 4,26                      |                          |                          |
|                                                                       | Michel Mouchbahani Divers droite (Parti chrétien-démocrate)                    | 435                       | 1,05                      |                          |                          |
|                                                                       | Évelyne Dijoux Écologiste (Confédération pour l'homme, l'animal et la planète) | 361                       | 0,87                      |                          |                          |
|                                                                       | Aurore Montauban Debout la France                                              | 309                       | 0,75                      |                          |                          |
|                                                                       | Valentin Bernard Divers (Parti animaliste)                                     | 307                       | 0,74                      |                          |                          |
|                                                                       | Roxane Hirtzberger Écologiste (Les Décroissants)                               | 281                       | 0,68                      |                          |                          |
|                                                                       | Anne Morel Divers (Union populaire républicaine)                               | 228                       | 0,55                      |                          |                          |
|                                                                       | Arlette Couzon Lutte ouvrière                                                  | 185                       | 0,45                      |                          |                          |
|                                                                       | Alain Guillon Extrême droite (Souveraineté, identité et libertés)              | 138                       | 0,33                      |                          |                          |
|                                                                       | Xavier Broutin Divers                                                          | 103                       | 0,25                      |                          |                          |
|                                                                       | Felina Martinez-Rodriguez Divers gauche (Mouvement 100 %)                      | 24                        | 0,06                      |                          |                          |
|                                                                       | Robin Jamon Divers                                                             | 2                         | 0,00                      |                          |                          |
|                                                                       | Kamel Kroubi Divers                                                            | 0                         | 0,00                      |                          |                          |
| Source : Ministère de l'Intérieur - Deuxième circonscription du Rhône |                                                                                |                           |                           |                          |                          |

#### Troisième circonscription
Député sortant : Jean-Louis Touraine (Parti socialiste).
|                                                                        |                                                              |                           |                           |                          |                          |
|                                                                        |                                                              | Premier tour 11 juin 2017 | Premier tour 11 juin 2017 | Second tour 18 juin 2017 | Second tour 18 juin 2017 |
|                                                                        |                                                              |                           |                           |                          |                          |
|                                                                        |                                                              | Nombre                    | % des inscrits            | Nombre                   | % des inscrits           |
| Inscrits                                                               | Inscrits                                                     | 72 020                    | 100,00                    | 72 021                   | 100,00                   |
| Abstentions                                                            | Abstentions                                                  | 33 607                    | 46,66                     | 39 967                   | 55,49                    |
| Votants                                                                | Votants                                                      | 38 413                    | 53,34                     | 32 054                   | 44,51                    |
|                                                                        |                                                              |                           | % des votants             |                          | % des votants            |
| Bulletins blancs                                                       | Bulletins blancs                                             | 321                       | 0,84                      | 1 972                    | 6,15                     |
| Bulletins nuls                                                         | Bulletins nuls                                               | 113                       | 0,29                      | 682                      | 2,13                     |
| Suffrages exprimés                                                     | Suffrages exprimés                                           | 37 979                    | 98,87                     | 29 400                   | 91,72                    |
|                                                                        |                                                              |                           |                           |                          |                          |
| Candidat Étiquette politique (partis et alliances)                     | Candidat Étiquette politique (partis et alliances)           | Voix                      | % des exprimés            | Voix                     | % des exprimés           |
|                                                                        |                                                              |                           |                           |                          |                          |
|                                                                        | Jean-Louis Touraine (député sortant) La République en marche | 16 271                    | 42,84                     | 17 595                   | 59,85                    |
|                                                                        | Pascal Le Brun La France insoumise                           | 6 030                     | 15,88                     | 11 805                   | 40,15                    |
|                                                                        | Nora Berra Les Républicains                                  | 4 987                     | 13,13                     |                          |                          |
|                                                                        | Fanny Dubot Europe Écologie Les Verts (Parti socialiste)     | 4 204                     | 11,07                     |                          |                          |
|                                                                        | Michel Dulac Front national                                  | 2 334                     | 6,15                      |                          |                          |
|                                                                        | Fanny Lucius Parti communiste français                       | 794                       | 2,09                      |                          |                          |
|                                                                        | Christophe Geourjon Union des démocrates et indépendants     | 735                       | 1,94                      |                          |                          |
|                                                                        | Olivier Mayer Divers (#MaVoix)                               | 580                       | 1,53                      |                          |                          |
|                                                                        | Nathalie Dehan Divers (Parti animaliste)                     | 480                       | 1,26                      |                          |                          |
|                                                                        | Corinne Ferretti Debout la France                            | 426                       | 1,12                      |                          |                          |
|                                                                        | Éric Lafond Divers (Mouvement 100 %)                         | 351                       | 0,92                      |                          |                          |
|                                                                        | Gaëlle Navarranne Divers droite (Parti chrétien-démocrate)   | 279                       | 0,73                      |                          |                          |
|                                                                        | Vincent Ollion Divers (Union populaire républicaine)         | 250                       | 0,66                      |                          |                          |
|                                                                        | Nadia Bouhami Lutte ouvrière                                 | 218                       | 0,57                      |                          |                          |
|                                                                        | Marc Chinal Divers (Collectif de l'après-monnaie)            | 40                        | 0,11                      |                          |                          |
|                                                                        | Lérie Nicolaï Régionaliste                                   | 0                         | 0,00                      |                          |                          |
| Source : Ministère de l'Intérieur - Troisième circonscription du Rhône |                                                              |                           |                           |                          |                          |

#### Quatrième circonscription
Député sortant : Dominique Nachury (Les Républicains).
|                                                                        |                                                                                              |                           |                           |                          |                          |
|                                                                        |                                                                                              | Premier tour 11 juin 2017 | Premier tour 11 juin 2017 | Second tour 18 juin 2017 | Second tour 18 juin 2017 |
|                                                                        |                                                                                              |                           |                           |                          |                          |
|                                                                        |                                                                                              | Nombre                    | % des inscrits            | Nombre                   | % des inscrits           |
| Inscrits                                                               | Inscrits                                                                                     | 80 169                    | 100,00                    | 80 168                   | 100,00                   |
| Abstentions                                                            | Abstentions                                                                                  | 36 275                    | 45,25                     | 43 896                   | 54,76                    |
| Votants                                                                | Votants                                                                                      | 43 894                    | 54,75                     | 36 272                   | 45,24                    |
|                                                                        |                                                                                              |                           | % des votants             |                          | % des votants            |
| Bulletins blancs                                                       | Bulletins blancs                                                                             | 320                       | 0,73                      | 2 384                    | 6,57                     |
| Bulletins nuls                                                         | Bulletins nuls                                                                               | 111                       | 0,25                      | 703                      | 1,94                     |
| Suffrages exprimés                                                     | Suffrages exprimés                                                                           | 43 463                    | 99,02                     | 33 185                   | 91,49                    |
|                                                                        |                                                                                              |                           |                           |                          |                          |
| Candidat Étiquette politique (partis et alliances)                     | Candidat Étiquette politique (partis et alliances)                                           | Voix                      | % des exprimés            | Voix                     | % des exprimés           |
|                                                                        |                                                                                              |                           |                           |                          |                          |
|                                                                        | Anne Brugnera La République en marche                                                        | 19 902                    | 45,79                     | 20 095                   | 60,55                    |
|                                                                        | Dominique Nachury (députée sortante) Les Républicains (Union des démocrates et indépendants) | 9 565                     | 22,01                     | 13 090                   | 39,45                    |
|                                                                        | Anne Fontenille La France insoumise                                                          | 4 693                     | 10,80                     |                          |                          |
|                                                                        | Véronique Dubois-Bertrand Europe Écologie Les Verts                                          | 3 215                     | 7,40                      |                          |                          |
|                                                                        | Édith Godecke Front national                                                                 | 2 415                     | 5,56                      |                          |                          |
|                                                                        | Cécile Charles Parti communiste français                                                     | 671                       | 1,54                      |                          |                          |
|                                                                        | Julie Bernazeau Divers (Parti animaliste)                                                    | 603                       | 1,39                      |                          |                          |
|                                                                        | Nicolas Romantzoff Divers (Parti pirate)                                                     | 522                       | 1,20                      |                          |                          |
|                                                                        | Catherine Appriou Divers droite (577-Les Indépendants)                                       | 490                       | 1,13                      |                          |                          |
|                                                                        | Anne Jolliot Divers droite (Parti chrétien-démocrate)                                        | 450                       | 1,04                      |                          |                          |
|                                                                        | Isabelle Foucault Debout la France                                                           | 429                       | 0,99                      |                          |                          |
|                                                                        | Luc Berthaud Divers (Union populaire républicaine)                                           | 289                       | 0,66                      |                          |                          |
|                                                                        | Jean-Noël Dudukdjian Lutte ouvrière                                                          | 219                       | 0,50                      |                          |                          |
| Source : Ministère de l'Intérieur - Quatrième circonscription du Rhône |                                                                                              |                           |                           |                          |                          |

#### Cinquième circonscription
Député sortant : Philippe Cochet (Les Républicains).
|                                                                        |                                                                                          |                           |                           |                          |                          |
|                                                                        |                                                                                          | Premier tour 11 juin 2017 | Premier tour 11 juin 2017 | Second tour 18 juin 2017 | Second tour 18 juin 2017 |
|                                                                        |                                                                                          |                           |                           |                          |                          |
|                                                                        |                                                                                          | Nombre                    | % des inscrits            | Nombre                   | % des inscrits           |
| Inscrits                                                               | Inscrits                                                                                 | 88 086                    | 100,00                    | 88 072                   | 100,00                   |
| Abstentions                                                            | Abstentions                                                                              | 42 063                    | 47,75                     | 48 408                   | 54,96                    |
| Votants                                                                | Votants                                                                                  | 46 023                    | 52,25                     | 39 664                   | 45,04                    |
|                                                                        |                                                                                          |                           | % des votants             |                          | % des votants            |
| Bulletins blancs                                                       | Bulletins blancs                                                                         | 304                       | 0,66                      | 1 951                    | 4,92                     |
| Bulletins nuls                                                         | Bulletins nuls                                                                           | 110                       | 0,24                      | 631                      | 1,59                     |
| Suffrages exprimés                                                     | Suffrages exprimés                                                                       | 45 609                    | 99,10                     | 37 082                   | 93,49                    |
|                                                                        |                                                                                          |                           |                           |                          |                          |
| Candidat Étiquette politique (partis et alliances)                     | Candidat Étiquette politique (partis et alliances)                                       | Voix                      | % des exprimés            | Voix                     | % des exprimés           |
|                                                                        |                                                                                          |                           |                           |                          |                          |
|                                                                        | Blandine Brocard La République en marche                                                 | 20 890                    | 45,80                     | 22 342                   | 60,25                    |
|                                                                        | Philippe Cochet (député sortant) Les Républicains (Union des démocrates et indépendants) | 12 007                    | 26,33                     | 14 740                   | 39,75                    |
|                                                                        | Céline Bernardi La France insoumise                                                      | 3 552                     | 7,79                      |                          |                          |
|                                                                        | Cécile Bène Front national                                                               | 3 544                     | 7,77                      |                          |                          |
|                                                                        | Jérôme Trotignon Europe Écologie Les Verts                                               | 2 769                     | 6,07                      |                          |                          |
|                                                                        | Véronique Chiavazza Parti communiste français                                            | 743                       | 1,63                      |                          |                          |
|                                                                        | Ludivine Cappeau Debout la France                                                        | 520                       | 1,14                      |                          |                          |
|                                                                        | Charlotte Broca Divers (Parti animaliste)                                                | 492                       | 1,08                      |                          |                          |
|                                                                        | Séverine Hemain Divers (La Relève citoyenne)                                             | 442                       | 0,97                      |                          |                          |
|                                                                        | Jean-Paul Chaudy Divers droite (Parti chrétien-démocrate)                                | 254                       | 0,56                      |                          |                          |
|                                                                        | Gaylord Desangles Divers (Union populaire républicaine)                                  | 205                       | 0,45                      |                          |                          |
|                                                                        | Christian Prada Lutte ouvrière                                                           | 185                       | 0,41                      |                          |                          |
|                                                                        | Quentin Jouan Divers                                                                     | 6                         | 0,01                      |                          |                          |
| Source : Ministère de l'Intérieur - Cinquième circonscription du Rhône |                                                                                          |                           |                           |                          |                          |

#### Sixième circonscription
Député sortant : Pascale Crozon (Parti socialiste).
|                                                                      |                                                                           |                           |                           |                          |                          |
|                                                                      |                                                                           | Premier tour 11 juin 2017 | Premier tour 11 juin 2017 | Second tour 18 juin 2017 | Second tour 18 juin 2017 |
|                                                                      |                                                                           |                           |                           |                          |                          |
|                                                                      |                                                                           | Nombre                    | % des inscrits            | Nombre                   | % des inscrits           |
| Inscrits                                                             | Inscrits                                                                  | 82 455                    | 100,00                    | 82 455                   | 100,00                   |
| Abstentions                                                          | Abstentions                                                               | 43 902                    | 53,24                     | 49 129                   | 59,58                    |
| Votants                                                              | Votants                                                                   | 38 553                    | 46,76                     | 33 326                   | 40,42                    |
|                                                                      |                                                                           |                           | % des votants             |                          | % des votants            |
| Bulletins blancs                                                     | Bulletins blancs                                                          | 404                       | 1,05                      | 2 037                    | 6,11                     |
| Bulletins nuls                                                       | Bulletins nuls                                                            | 124                       | 0,32                      | 659                      | 1,98                     |
| Suffrages exprimés                                                   | Suffrages exprimés                                                        | 38 025                    | 98,63                     | 30 630                   | 91,91                    |
|                                                                      |                                                                           |                           |                           |                          |                          |
| Candidat Étiquette politique (partis et alliances)                   | Candidat Étiquette politique (partis et alliances)                        | Voix                      | % des exprimés            | Voix                     | % des exprimés           |
|                                                                      |                                                                           |                           |                           |                          |                          |
|                                                                      | Bruno Bonnell La République en marche                                     | 13 953                    | 36,69                     | 18 477                   | 60,32                    |
|                                                                      | Najat Vallaud-Belkacem Parti socialiste                                   | 6 288                     | 16,54                     | 12 153                   | 39,68                    |
|                                                                      | Laurent Legendre La France insoumise                                      | 5 595                     | 14,71                     |                          |                          |
|                                                                      | Emmanuelle Haziza Les Républicains (Union des démocrates et indépendants) | 4 058                     | 10,67                     |                          |                          |
|                                                                      | Stéphane Poncet Front national                                            | 3 435                     | 9,03                      |                          |                          |
|                                                                      | Béatrice Vessiller Europe Écologie Les Verts                              | 1 806                     | 4,75                      |                          |                          |
|                                                                      | Mathieu Soares Parti communiste français                                  | 522                       | 1,37                      |                          |                          |
|                                                                      | Christophe Iniesta Divers (Parti animaliste)                              | 486                       | 1,28                      |                          |                          |
|                                                                      | André Dubois Debout la France                                             | 432                       | 1,14                      |                          |                          |
|                                                                      | Hervé Morel Divers droite (Union des démocrates et indépendants diss.)    | 395                       | 1,04                      |                          |                          |
|                                                                      | Claire Lainez Lutte ouvrière                                              | 217                       | 0,57                      |                          |                          |
|                                                                      | Mathieu Gouttefangeas Divers droite (Parti chrétien-démocrate)            | 203                       | 0,53                      |                          |                          |
|                                                                      | Christian Dadat Divers (Union populaire républicaine)                     | 182                       | 0,48                      |                          |                          |
|                                                                      | Camille Chauchat Extrême gauche (Nouveau Parti anticapitaliste)           | 181                       | 0,48                      |                          |                          |
|                                                                      | François de Vergnette Divers gauche (Nouvelle Donne)                      | 91                        | 0,24                      |                          |                          |
|                                                                      | Grégoire Privolt Extrême gauche (Parti ouvrier indépendant démocratique)  | 66                        | 0,17                      |                          |                          |
|                                                                      | Zair Meziani Divers (Mouvement 100 %)                                     | 51                        | 0,13                      |                          |                          |
|                                                                      | Abdel-Hakim Batache Divers gauche                                         | 48                        | 0,13                      |                          |                          |
|                                                                      | Paul Ryckaert Divers                                                      | 16                        | 0,04                      |                          |                          |
| Source : Ministère de l'Intérieur - Sixième circonscription du Rhône |                                                                           |                           |                           |                          |                          |

#### Septième circonscription
Députée sortante : Hélène Geoffroy (Parti socialiste).
|                                                                       |                                                                             |                           |                           |                          |                          |
|                                                                       |                                                                             | Premier tour 11 juin 2017 | Premier tour 11 juin 2017 | Second tour 18 juin 2017 | Second tour 18 juin 2017 |
|                                                                       |                                                                             |                           |                           |                          |                          |
|                                                                       |                                                                             | Nombre                    | % des inscrits            | Nombre                   | % des inscrits           |
| Inscrits                                                              | Inscrits                                                                    | 68 017                    | 100,00                    | 68 017                   | 100,00                   |
| Abstentions                                                           | Abstentions                                                                 | 40 685                    | 59,82                     | 44 931                   | 66,06                    |
| Votants                                                               | Votants                                                                     | 27 332                    | 40,18                     | 23 086                   | 33,94                    |
|                                                                       |                                                                             |                           | % des votants             |                          | % des votants            |
| Bulletins blancs                                                      | Bulletins blancs                                                            | 236                       | 0,86                      | 1 721                    | 7,45                     |
| Bulletins nuls                                                        | Bulletins nuls                                                              | 115                       | 0,42                      | 687                      | 2,98                     |
| Suffrages exprimés                                                    | Suffrages exprimés                                                          | 26 981                    | 98,72                     | 20 678                   | 89,57                    |
|                                                                       |                                                                             |                           |                           |                          |                          |
| Candidat Étiquette politique (partis et alliances)                    | Candidat Étiquette politique (partis et alliances)                          | Voix                      | % des exprimés            | Voix                     | % des exprimés           |
|                                                                       |                                                                             |                           |                           |                          |                          |
|                                                                       | Anissa Khedher La République en marche                                      | 8 656                     | 32,08                     | 10 463                   | 50,60                    |
|                                                                       | Alexandre Vincendet Les Républicains (Union des démocrates et indépendants) | 5 884                     | 21,81                     | 10 215                   | 49,40                    |
|                                                                       | Andréa Kotarac La France insoumise                                          | 3 600                     | 13,34                     |                          |                          |
|                                                                       | Jean-Marie Nicolas Front national                                           | 3 079                     | 11,41                     |                          |                          |
|                                                                       | Renaud Gauquelin (député sortant) Parti socialiste                          | 2 680                     | 9,93                      |                          |                          |
|                                                                       | Pierre Tchétché Europe Écologie Les Verts                                   | 908                       | 3,37                      |                          |                          |
|                                                                       | Paul Boghossian Parti communiste français                                   | 695                       | 2,58                      |                          |                          |
|                                                                       | Noëlle Pelerins Divers (Parti animaliste)                                   | 329                       | 1,22                      |                          |                          |
|                                                                       | Daniel Albout Debout la France                                              | 303                       | 1,12                      |                          |                          |
|                                                                       | Agnès Haasser Divers (Parti pirate)                                         | 258                       | 0,96                      |                          |                          |
|                                                                       | Thomas Spreux Lutte ouvrière                                                | 211                       | 0,78                      |                          |                          |
|                                                                       | Ferdi Yilmaz Divers (Parti égalité et justice)                              | 157                       | 0,58                      |                          |                          |
|                                                                       | Florence Perrier Divers (Union populaire républicaine)                      | 157                       | 0,58                      |                          |                          |
|                                                                       | Daouda Ouattara Divers droite (La France qui ose)                           | 64                        | 0,24                      |                          |                          |
|                                                                       | Constance Bergé Divers droite (Parti chrétien-démocrate)                    | 0                         | 0,00                      |                          |                          |
| Source : Ministère de l'Intérieur - Septième circonscription du Rhône |                                                                             |                           |                           |                          |                          |

#### Huitième circonscription
Député sortant : Patrice Verchère (Les Républicains).
|                                                                       |                                                                                           |                           |                           |                          |                          |
|                                                                       |                                                                                           | Premier tour 11 juin 2017 | Premier tour 11 juin 2017 | Second tour 18 juin 2017 | Second tour 18 juin 2017 |
|                                                                       |                                                                                           |                           |                           |                          |                          |
|                                                                       |                                                                                           | Nombre                    | % des inscrits            | Nombre                   | % des inscrits           |
| Inscrits                                                              | Inscrits                                                                                  | 102 553                   | 100,00                    | 102 552                  | 100,00                   |
| Abstentions                                                           | Abstentions                                                                               | 50 453                    | 49,20                     | 55 428                   | 54,05                    |
| Votants                                                               | Votants                                                                                   | 52 100                    | 50,80                     | 47 124                   | 45,95                    |
|                                                                       |                                                                                           |                           | % des votants             |                          | % des votants            |
| Bulletins blancs                                                      | Bulletins blancs                                                                          | 571                       | 1,10                      | 2 156                    | 4,58                     |
| Bulletins nuls                                                        | Bulletins nuls                                                                            | 160                       | 0,31                      | 734                      | 1,56                     |
| Suffrages exprimés                                                    | Suffrages exprimés                                                                        | 51 369                    | 98,60                     | 44 234                   | 93,87                    |
|                                                                       |                                                                                           |                           |                           |                          |                          |
| Candidat Étiquette politique (partis et alliances)                    | Candidat Étiquette politique (partis et alliances)                                        | Voix                      | % des exprimés            | Voix                     | % des exprimés           |
|                                                                       |                                                                                           |                           |                           |                          |                          |
|                                                                       | Joëlle Terroir La République en marche                                                    | 19 021                    | 37,03                     | 20 514                   | 46,38                    |
|                                                                       | Patrice Verchère (député sortant) Les Républicains (Union des démocrates et indépendants) | 16 492                    | 32,10                     | 23 720                   | 53,62                    |
|                                                                       | Fabien de Marchi La France insoumise                                                      | 4 976                     | 9,69                      |                          |                          |
|                                                                       | Pierre Terrail Front national                                                             | 4 829                     | 9,40                      |                          |                          |
|                                                                       | Bénédicte Hominal Europe Écologie Les Verts                                               | 2 093                     | 4,07                      |                          |                          |
|                                                                       | Guy Cappeau Debout la France                                                              | 777                       | 1,51                      |                          |                          |
|                                                                       | Jean-Luc Passaro Écologiste (Confédération pour l'homme, l'animal et la planète)          | 682                       | 1,33                      |                          |                          |
|                                                                       | Pierre Tixier Divers droite (Parti chrétien-démocrate)                                    | 525                       | 1,02                      |                          |                          |
|                                                                       | Gisèle Bissay Parti communiste français                                                   | 522                       | 1,02                      |                          |                          |
|                                                                       | Serge Voyant Extrême droite (Comités Jeanne)                                              | 394                       | 0,77                      |                          |                          |
|                                                                       | Tristan Teyssier Lutte ouvrière                                                           | 355                       | 0,69                      |                          |                          |
|                                                                       | Bernard Houot Divers (Parti du vote blanc)                                                | 298                       | 0,58                      |                          |                          |
|                                                                       | Sarah Madi Divers (Union populaire républicaine)                                          | 255                       | 0,50                      |                          |                          |
|                                                                       | Michel Botton Divers                                                                      | 119                       | 0,23                      |                          |                          |
|                                                                       | Julien Lebreton Divers droite (Alliance royale)                                           | 31                        | 0,06                      |                          |                          |
| Source : Ministère de l'Intérieur - Huitième circonscription du Rhône |                                                                                           |                           |                           |                          |                          |

#### Neuvième circonscription
Député sortant : Bernard Perrut (Les Républicains).
|                                                                       |                                                                                         |                           |                           |                          |                          |
|                                                                       |                                                                                         | Premier tour 11 juin 2017 | Premier tour 11 juin 2017 | Second tour 18 juin 2017 | Second tour 18 juin 2017 |
|                                                                       |                                                                                         |                           |                           |                          |                          |
|                                                                       |                                                                                         | Nombre                    | % des inscrits            | Nombre                   | % des inscrits           |
| Inscrits                                                              | Inscrits                                                                                | 91 690                    | 100,00                    | 91 683                   | 100,00                   |
| Abstentions                                                           | Abstentions                                                                             | 46 522                    | 50,74                     | 51 516                   | 56,19                    |
| Votants                                                               | Votants                                                                                 | 45 168                    | 49,26                     | 40 167                   | 43,81                    |
|                                                                       |                                                                                         |                           | % des votants             |                          | % des votants            |
| Bulletins blancs                                                      | Bulletins blancs                                                                        | 441                       | 0,98                      | 2 173                    | 5,41                     |
| Bulletins nuls                                                        | Bulletins nuls                                                                          | 141                       | 0,31                      | 682                      | 1,70                     |
| Suffrages exprimés                                                    | Suffrages exprimés                                                                      | 44 586                    | 98,71                     | 37 312                   | 92,89                    |
|                                                                       |                                                                                         |                           |                           |                          |                          |
| Candidat Étiquette politique (partis et alliances)                    | Candidat Étiquette politique (partis et alliances)                                      | Voix                      | % des exprimés            | Voix                     | % des exprimés           |
|                                                                       |                                                                                         |                           |                           |                          |                          |
|                                                                       | Marion Croizeau La République en marche                                                 | 16 059                    | 36,02                     | 18 283                   | 49,00                    |
|                                                                       | Bernard Perrut (député sortant) Les Républicains (Union des démocrates et indépendants) | 12 978                    | 29,11                     | 19 029                   | 51,00                    |
|                                                                       | Christophe Boudot Front national                                                        | 6 952                     | 15,59                     |                          |                          |
|                                                                       | Teresa Caci La France insoumise                                                         | 3 517                     | 7,89                      |                          |                          |
|                                                                       | Brigitte Ealet Europe Écologie Les Verts                                                | 1 313                     | 2,94                      |                          |                          |
|                                                                       | Katia Buisson Parti radical de gauche (Parti socialiste)                                | 1 174                     | 2,63                      |                          |                          |
|                                                                       | Étienne Allombert Parti communiste français (Front de gauche)                           | 589                       | 1,32                      |                          |                          |
|                                                                       | Jean-Michel Dhimoïla Debout la France                                                   | 518                       | 1,16                      |                          |                          |
|                                                                       | Élisabeth Michaudon Écologiste (Confédération pour l'homme, l'animal et la planète)     | 508                       | 1,14                      |                          |                          |
|                                                                       | Éric Radix Divers droite (Parti chrétien-démocrate)                                     | 311                       | 0,70                      |                          |                          |
|                                                                       | Chantal Helly Lutte ouvrière                                                            | 237                       | 0,53                      |                          |                          |
|                                                                       | Jamilla Farah Divers (Parti égalité et justice)                                         | 232                       | 0,52                      |                          |                          |
|                                                                       | Yona-Claire Dureau Divers (Union populaire républicaine)                                | 198                       | 0,44                      |                          |                          |
| Source : Ministère de l'Intérieur - Neuvième circonscription du Rhône |                                                                                         |                           |                           |                          |                          |

#### Dixième circonscription
Député sortant : Christophe Guilloteau (Les Républicains).
|                                                                      | |                           |                           |                          |                          |
|                                                                      | | Premier tour 11 juin 2017 | Premier tour 11 juin 2017 | Second tour 18 juin 2017 | Second tour 18 juin 2017 |
|                                                                      | |                           |                           |                          |                          |
|                                                                      | | Nombre                    | % des inscrits            | Nombre                   | % des inscrits           |
| Inscrits                                                             | Inscrits | 95 274                    | 100,00                    | 95 268                   | 100,00                   |
| Abstentions                                                          | Abstentions | 44 855                    | 47,08                     | 53 226                   | 55,87                    |
| Votants                                                              | Votants | 50 419                    | 52,92                     | 42 042                   | 44,13                    |
|                                                                      | |                           | % des votants             |                          | % des votants            |
| Bulletins blancs                                                     | Bulletins blancs                                                                                                  | 482                       | 0,96                      | 2 784                    | 6,62                     |
| Bulletins nuls                                                       | Bulletins nuls | 152                       | 0,30                      | 880                      | 2,09                     |
| Suffrages exprimés                                                   | Suffrages exprimés                                                                                                | 49 785                    | 98,74                     | 38 378                   | 91,28                    |
|                                                                      | |                           |                           |                          |                          |
| Candidat Étiquette politique (partis et alliances)                   | Candidat Étiquette politique (partis et alliances)                                                                | Voix                      | % des exprimés            | Voix                     | % des exprimés           |
|                                                                      | |                           |                           |                          |                          |
|                                                                      | Thomas Gassilloud La République en marche                                                                         | 23 230                    | 46,66                     | 24 498                   | 63,83                    |
|                                                                      | Sophie Cruz Les Républicains (Union des démocrates et indépendants)                                               | 9 658                     | 19,40                     | 13 880                   | 36,17                    |
|                                                                      | Agnès Marion Front national                                                                                       | 5 865                     | 11,78                     |                          |                          |
|                                                                      | Olivier Daudé La France insoumise                                                                                 | 4 763                     | 9,57                      |                          |                          |
|                                                                      | Victor Fornito Europe Écologie Les Verts (Parti socialiste)                                                       | 3 020                     | 6,07                      |                          |                          |
|                                                                      | Nadia Si Ahmed Écologiste (Mouvement écologiste indépendant - Confédération pour l'homme, l'animal et la planète) | 730                       | 1,47                      |                          |                          |
|                                                                      | Gerbert Rambaud Debout la France                                                                                  | 725                       | 1,46                      |                          |                          |
|                                                                      | Alain Fumey Divers droite (Parti chrétien-démocrate)                                                              | 489                       | 0,98                      |                          |                          |
|                                                                      | Frédérique Gallien Parti communiste français                                                                      | 466                       | 0,94                      |                          |                          |
|                                                                      | Marion Gineys Divers (Union populaire républicaine)                                                               | 321                       | 0,64                      |                          |                          |
|                                                                      | Maurice Clemencon Extrême droite (Comités Jeanne)                                                                 | 289                       | 0,58                      |                          |                          |
|                                                                      | Gilles Bompard Lutte ouvrière                                                                                     | 229                       | 0,46                      |                          |                          |
| Source : Ministère de l'Intérieur - Dixième circonscription du Rhône | |                           |                           |                          |                          |

#### Onzième circonscription
Député sortant : Georges Fenech (Les Républicains).
|                                                                      |                                                                                         |                           |                           |                          |                          |
|                                                                      |                                                                                         | Premier tour 11 juin 2017 | Premier tour 11 juin 2017 | Second tour 18 juin 2017 | Second tour 18 juin 2017 |
|                                                                      |                                                                                         |                           |                           |                          |                          |
|                                                                      |                                                                                         | Nombre                    | % des inscrits            | Nombre                   | % des inscrits           |
| Inscrits                                                             | Inscrits                                                                                | 92 522                    | 100,00                    | 92 513                   | 100,00                   |
| Abstentions                                                          | Abstentions                                                                             | 47 452                    | 51,29                     | 53 946                   | 58,31                    |
| Votants                                                              | Votants                                                                                 | 45 070                    | 48,71                     | 38 567                   | 41,69                    |
|                                                                      |                                                                                         |                           | % des votants             |                          | % des votants            |
| Bulletins blancs                                                     | Bulletins blancs                                                                        | 504                       | 1,12                      | 2 407                    | 6,24                     |
| Bulletins nuls                                                       | Bulletins nuls                                                                          | 119                       | 0,26                      | 1 086                    | 2,82                     |
| Suffrages exprimés                                                   | Suffrages exprimés                                                                      | 44 447                    | 98,62                     | 35 074                   | 90,94                    |
|                                                                      |                                                                                         |                           |                           |                          |                          |
| Candidat Étiquette politique (partis et alliances)                   | Candidat Étiquette politique (partis et alliances)                                      | Voix                      | % des exprimés            | Voix                     | % des exprimés           |
|                                                                      |                                                                                         |                           |                           |                          |                          |
|                                                                      | Jean-Luc Fugit La République en marche                                                  | 17 422                    | 39,20                     | 19 190                   | 54,71                    |
|                                                                      | Georges Fenech (député sortant) Les Républicains (Union des démocrates et indépendants) | 9 182                     | 20,66                     | 15 884                   | 45,29                    |
|                                                                      | Antoine Mellies Front national                                                          | 6 511                     | 14,65                     |                          |                          |
|                                                                      | Christine Valentin La France insoumise                                                  | 4 771                     | 10,73                     |                          |                          |
|                                                                      | Jérôme Bub Europe Écologie Les Verts                                                    | 1 707                     | 3,84                      |                          |                          |
|                                                                      | Jules Joassard Parti socialiste                                                         | 1 470                     | 3,31                      |                          |                          |
|                                                                      | Raymond Combaz Parti communiste français                                                | 1 240                     | 2,79                      |                          |                          |
|                                                                      | Philippe Badoil Debout la France                                                        | 701                       | 1,58                      |                          |                          |
|                                                                      | Laurent Negro Écologiste (Confédération pour l'homme, l'animal et la planète)           | 326                       | 0,73                      |                          |                          |
|                                                                      | Jean-Matthieu Delacourt Divers droite (577-Les Indépendants)                            | 292                       | 0,66                      |                          |                          |
|                                                                      | Olivier Minoux Lutte ouvrière                                                           | 253                       | 0,57                      |                          |                          |
|                                                                      | Jacky Copede Extrême droite (Comités Jeanne)                                            | 246                       | 0,55                      |                          |                          |
|                                                                      | Gaëlle Bouvier Divers (Union populaire républicaine)                                    | 222                       | 0,50                      |                          |                          |
|                                                                      | Yusuf Dagli Divers (Parti égalité et justice)                                           | 64                        | 0,14                      |                          |                          |
|                                                                      | David Amsellem Divers gauche (Parti du vote blanc)                                      | 34                        | 0,08                      |                          |                          |
|                                                                      | Dauphine Urvoy Divers droite                                                            | 4                         | 0,01                      |                          |                          |
|                                                                      | Yvan Bachaud Divers                                                                     | 2                         | 0,00                      |                          |                          |
| Source : Ministère de l'Intérieur - Onzième circonscription du Rhône |                                                                                         |                           |                           |                          |                          |

#### Douzième circonscription
Député sortant : Michel Terrot (Les Républicains).
|                                                                       |                                                                       |                           |                           |                          |                          |
|                                                                       |                                                                       | Premier tour 11 juin 2017 | Premier tour 11 juin 2017 | Second tour 18 juin 2017 | Second tour 18 juin 2017 |
|                                                                       |                                                                       |                           |                           |                          |                          |
|                                                                       |                                                                       | Nombre                    | % des inscrits            | Nombre                   | % des inscrits           |
| Inscrits                                                              | Inscrits                                                              | 79 783                    | 100,00                    | 79 783                   | 100,00                   |
| Abstentions                                                           | Abstentions                                                           | 37 803                    | 47,38                     | 44 488                   | 55,76                    |
| Votants                                                               | Votants                                                               | 41 980                    | 52,62                     | 35 295                   | 44,24                    |
|                                                                       |                                                                       |                           | % des votants             |                          | % des votants            |
| Bulletins blancs                                                      | Bulletins blancs                                                      | 342                       | 0,81                      | 2 554                    | 7,24                     |
| Bulletins nuls                                                        | Bulletins nuls                                                        | 110                       | 0,26                      | 784                      | 2,22                     |
| Suffrages exprimés                                                    | Suffrages exprimés                                                    | 41 528                    | 98,92                     | 31 957                   | 90,54                    |
|                                                                       |                                                                       |                           |                           |                          |                          |
| Candidat Étiquette politique (partis et alliances)                    | Candidat Étiquette politique (partis et alliances)                    | Voix                      | % des exprimés            | Voix                     | % des exprimés           |
|                                                                       |                                                                       |                           |                           |                          |                          |
|                                                                       | Cyrille Isaac-Sibille Mouvement démocrate (La République en marche)   | 17 410                    | 41,92                     | 17 976                   | 56,25                    |
|                                                                       | Jérôme Moroge Les Républicains (Union des démocrates et indépendants) | 9 325                     | 22,45                     | 13 981                   | 43,75                    |
|                                                                       | Éloi Navarro La France insoumise                                      | 4 114                     | 9,91                      |                          |                          |
|                                                                       | Muriel Coativy Front national                                         | 3 671                     | 8,84                      |                          |                          |
|                                                                       | Hélène Dromain Europe Écologie Les Verts                              | 2 398                     | 5,77                      |                          |                          |
|                                                                       | David Chizat Parti socialiste                                         | 1 996                     | 4,81                      |                          |                          |
|                                                                       | Bertrand Mantelet Parti communiste français                           | 738                       | 1,78                      |                          |                          |
|                                                                       | Olivier Pirra Divers droite (Parti chrétien-démocrate)                | 571                       | 1,37                      |                          |                          |
|                                                                       | Fabrice Sanz Debout la France                                         | 473                       | 1,14                      |                          |                          |
|                                                                       | François Simon Divers (Union populaire républicaine)                  | 297                       | 0,72                      |                          |                          |
|                                                                       | Gilles Baratin Divers droite (577-Les Indépendants)                   | 238                       | 0,57                      |                          |                          |
|                                                                       | Cécile Faurite Lutte ouvrière                                         | 202                       | 0,49                      |                          |                          |
|                                                                       | Habip Dagli Divers (Parti égalité et justice)                         | 95                        | 0,23                      |                          |                          |
| Source : Ministère de l'Intérieur - Douzième circonscription du Rhône |                                                                       |                           |                           |                          |                          |

#### Treizième circonscription
Député sortant : Philippe Meunier (Les Républicains).
|                                                                        |                                                                                           |                           |                           |                          |                          |
|                                                                        |                                                                                           | Premier tour 11 juin 2017 | Premier tour 11 juin 2017 | Second tour 18 juin 2017 | Second tour 18 juin 2017 |
|                                                                        |                                                                                           |                           |                           |                          |                          |
|                                                                        |                                                                                           | Nombre                    | % des inscrits            | Nombre                   | % des inscrits           |
| Inscrits                                                               | Inscrits                                                                                  | 84 804                    | 100,00                    | 84 804                   | 100,00                   |
| Abstentions                                                            | Abstentions                                                                               | 45 444                    | 53,59                     | 51 354                   | 60,56                    |
| Votants                                                                | Votants                                                                                   | 39 360                    | 46,41                     | 33 450                   | 39,44                    |
|                                                                        |                                                                                           |                           | % des votants             |                          | % des votants            |
| Bulletins blancs                                                       | Bulletins blancs                                                                          | 302                       | 0,77                      | 1 954                    | 5,84                     |
| Bulletins nuls                                                         | Bulletins nuls                                                                            | 126                       | 0,32                      | 664                      | 1,99                     |
| Suffrages exprimés                                                     | Suffrages exprimés                                                                        | 38 932                    | 98,91                     | 30 832                   | 92,17                    |
|                                                                        |                                                                                           |                           |                           |                          |                          |
| Candidat Étiquette politique (partis et alliances)                     | Candidat Étiquette politique (partis et alliances)                                        | Voix                      | % des exprimés            | Voix                     | % des exprimés           |
|                                                                        |                                                                                           |                           |                           |                          |                          |
|                                                                        | Danièle Cazarian La République en marche                                                  | 13 234                    | 33,99                     | 16 140                   | 52,35                    |
|                                                                        | Philippe Meunier (député sortant) Les Républicains (Union des démocrates et indépendants) | 8 100                     | 20,81                     | 14 692                   | 47,65                    |
|                                                                        | Sandrine Ligout Front national                                                            | 5 596                     | 14,37                     |                          |                          |
|                                                                        | Roland Pacaud La France insoumise                                                         | 3 499                     | 8,99                      |                          |                          |
|                                                                        | Daniel Valéro Divers droite                                                               | 2 994                     | 7,69                      |                          |                          |
|                                                                        | Françoise Bergame Parti socialiste                                                        | 1 807                     | 4,64                      |                          |                          |
|                                                                        | Axel Marin Europe Écologie Les Verts                                                      | 1 193                     | 3,06                      |                          |                          |
|                                                                        | Mourad Ben Mahdi Divers (Parti égalité et justice)                                        | 694                       | 1,78                      |                          |                          |
|                                                                        | Nathalie d'Eyssautier Debout la France                                                    | 549                       | 1,41                      |                          |                          |
|                                                                        | Bernard Augier Parti communiste français                                                  | 461                       | 1,18                      |                          |                          |
|                                                                        | Didier Barthès Écologiste (Confédération pour l'homme, l'animal et la planète)            | 313                       | 0,80                      |                          |                          |
|                                                                        | Michel Piot Lutte ouvrière                                                                | 209                       | 0,54                      |                          |                          |
|                                                                        | Laure Quincy Divers (Union populaire républicaine)                                        | 177                       | 0,45                      |                          |                          |
|                                                                        | Gwladys Peretti Écologiste (Parti pour la décroissance)                                   | 106                       | 0,27                      |                          |                          |
|                                                                        | Athénaïs Bléhaut Divers droite                                                            | 0                         | 0,00                      |                          |                          |
| Source : Ministère de l'Intérieur - Treizième circonscription du Rhône |                                                                                           |                           |                           |                          |                          |

#### Quatorzième circonscription
Député sortant : Yves Blein (Parti socialiste).
|                                                                          |                                                                           |                           |                           |                          |                          |
|                                                                          |                                                                           | Premier tour 11 juin 2017 | Premier tour 11 juin 2017 | Second tour 18 juin 2017 | Second tour 18 juin 2017 |
|                                                                          |                                                                           |                           |                           |                          |                          |
|                                                                          |                                                                           | Nombre                    | % des inscrits            | Nombre                   | % des inscrits           |
| Inscrits                                                                 | Inscrits                                                                  | 74 276                    | 100,00                    | 74 256                   | 100,00                   |
| Abstentions                                                              | Abstentions                                                               | 47 415                    | 63,84                     | 50 980                   | 68,65                    |
| Votants                                                                  | Votants                                                                   | 26 861                    | 36,16                     | 23 276                   | 31,35                    |
|                                                                          |                                                                           |                           | % des votants             |                          | % des votants            |
| Bulletins blancs                                                         | Bulletins blancs                                                          | 397                       | 1,48                      | 1 660                    | 7,13                     |
| Bulletins nuls                                                           | Bulletins nuls                                                            | 176                       | 0,66                      | 710                      | 3,05                     |
| Suffrages exprimés                                                       | Suffrages exprimés                                                        | 26 288                    | 97,87                     | 20 906                   | 89,82                    |
|                                                                          |                                                                           |                           |                           |                          |                          |
| Candidat Étiquette politique (partis et alliances)                       | Candidat Étiquette politique (partis et alliances)                        | Voix                      | % des exprimés            | Voix                     | % des exprimés           |
|                                                                          |                                                                           |                           |                           |                          |                          |
|                                                                          | Yves Blein (député sortant) La République en marche                       | 9 463                     | 36,00                     | 13 714                   | 65,60                    |
|                                                                          | Damien Monchau Front national                                             | 4 629                     | 17,61                     | 7 192                    | 34,40                    |
|                                                                          | Benjamin Nivard La France insoumise                                       | 3 835                     | 14,59                     |                          |                          |
|                                                                          | Michèle Picard Parti communiste français                                  | 2 746                     | 10,45                     |                          |                          |
|                                                                          | Maurice Iacovella Union des démocrates et indépendants (Les Républicains) | 1 852                     | 7,05                      |                          |                          |
|                                                                          | Adrien Drioli Parti socialiste                                            | 1 109                     | 4,22                      |                          |                          |
|                                                                          | Véronique Giromagny Europe Écologie Les Verts                             | 852                       | 3,24                      |                          |                          |
|                                                                          | Franck Muller Debout la France                                            | 570                       | 2,17                      |                          |                          |
|                                                                          | Marie-Christine Seemann Lutte ouvrière                                    | 347                       | 1,32                      |                          |                          |
|                                                                          | Thierry Dussud Extrême droite (Comités Jeanne)                            | 275                       | 1,05                      |                          |                          |
|                                                                          | Yalcin Ayvali Divers (Parti égalité et justice)                           | 255                       | 0,97                      |                          |                          |
|                                                                          | Yassine El-Hassak Divers (Union populaire républicaine)                   | 198                       | 0,75                      |                          |                          |
|                                                                          | Valérie Bridon Divers gauche (Mouvement des progressistes)                | 80                        | 0,30                      |                          |                          |
|                                                                          | Yanis Marcoux Divers                                                      | 44                        | 0,17                      |                          |                          |
|                                                                          | Saïda Estival Divers gauche (Mouvement 100 %)                             | 32                        | 0,12                      |                          |                          |
|                                                                          | Béatrice Decrept Divers droite                                            | 1                         | 0,00                      |                          |                          |
|                                                                          | Lotfi Ben Khelifa Divers gauche (Parti socialiste diss.)                  | 0                         | 0,00                      |                          |                          |
| Source : Ministère de l'Intérieur - Quatorzième circonscription du Rhône |                                                                           |                           |                           |                          |                          |

### Résultats pour la ville de Lyon
La ville de Lyon est divisée en quatre circonscriptions : les première, deuxième, troisième et quatrième circonscriptions du Rhône.
|                                          |                                      |                           |                           |                          |                          |
|                                          |                                      | Premier tour 11 juin 2017 | Premier tour 11 juin 2017 | Second tour 18 juin 2017 | Second tour 18 juin 2017 |
|                                          |                                      |                           |                           |                          |                          |
|                                          |                                      | Nombre                    | % des inscrits            | Nombre                   | % des inscrits           |
| Inscrits                                 | Inscrits                             | 296 676                   | 100,00                    | 296 679                  | 100,00                   |
| Abstentions                              | Abstentions                          | 137 212                   | 46,25                     | 163 741                  | 55,19                    |
| Votants                                  | Votants                              | 159 464                   | 53,75                     | 132 938                  | 44,81                    |
|                                          |                                      |                           | % des votants             |                          | % des votants            |
| Bulletins blancs                         | Bulletins blancs                     | 1 156                     | 0,72                      | 7 859                    | 5,91                     |
| Bulletins nuls                           | Bulletins nuls                       | 425                       | 0,27                      | 2 629                    | 1,98                     |
| Suffrages exprimés                       | Suffrages exprimés                   | 157 883                   | 99,01                     | 122 450                  | 92,11                    |
|                                          |                                      |                           |                           |                          |                          |
| Étiquette politique                      | Étiquette politique                  | Voix                      | % des exprimés            | Voix                     | % des exprimés           |
|                                          |                                      |                           |                           |                          |                          |
|                                          | La République en marche              | 68 798                    | 43,58                     | 72 546                   | 59,25                    |
|                                          | Les Républicains                     | 22 438                    | 14,21                     | 13 090                   | 10,69                    |
|                                          | La France insoumise                  | 20 287                    | 12,85                     | 21 616                   | 17,65                    |
|                                          | Europe Écologie Les Verts            | 12 186                    | 7,72                      |                          |                          |
|                                          | Front national                       | 9 111                     | 5,77                      |                          |                          |
|                                          | Divers gauche                        | 7 570                     | 4,79                      | 15 198                   | 12,41                    |
|                                          | Divers                               | 5 252                     | 3,33                      |                          |                          |
|                                          | Union des démocrates et indépendants | 4 427                     | 2,80                      |                          |                          |
|                                          | Parti communiste français            | 2 465                     | 1,56                      |                          |                          |
|                                          | Divers droite                        | 2 001                     | 1,27                      |                          |                          |
|                                          | Debout la France                     | 1 538                     | 0,97                      |                          |                          |
|                                          | Extrême gauche                       | 834                       | 0,53                      |                          |                          |
|                                          | Écologiste                           | 673                       | 0,43                      |                          |                          |
|                                          | Extrême droite                       | 303                       | 0,19                      |                          |                          |
|                                          | Régionaliste                         | 0                         | 0,00                      |                          |                          |
| Source : Ministère de l'Intérieur - Lyon |                                      |                           |                           |                          |                          |